# St. Anna (Düren)

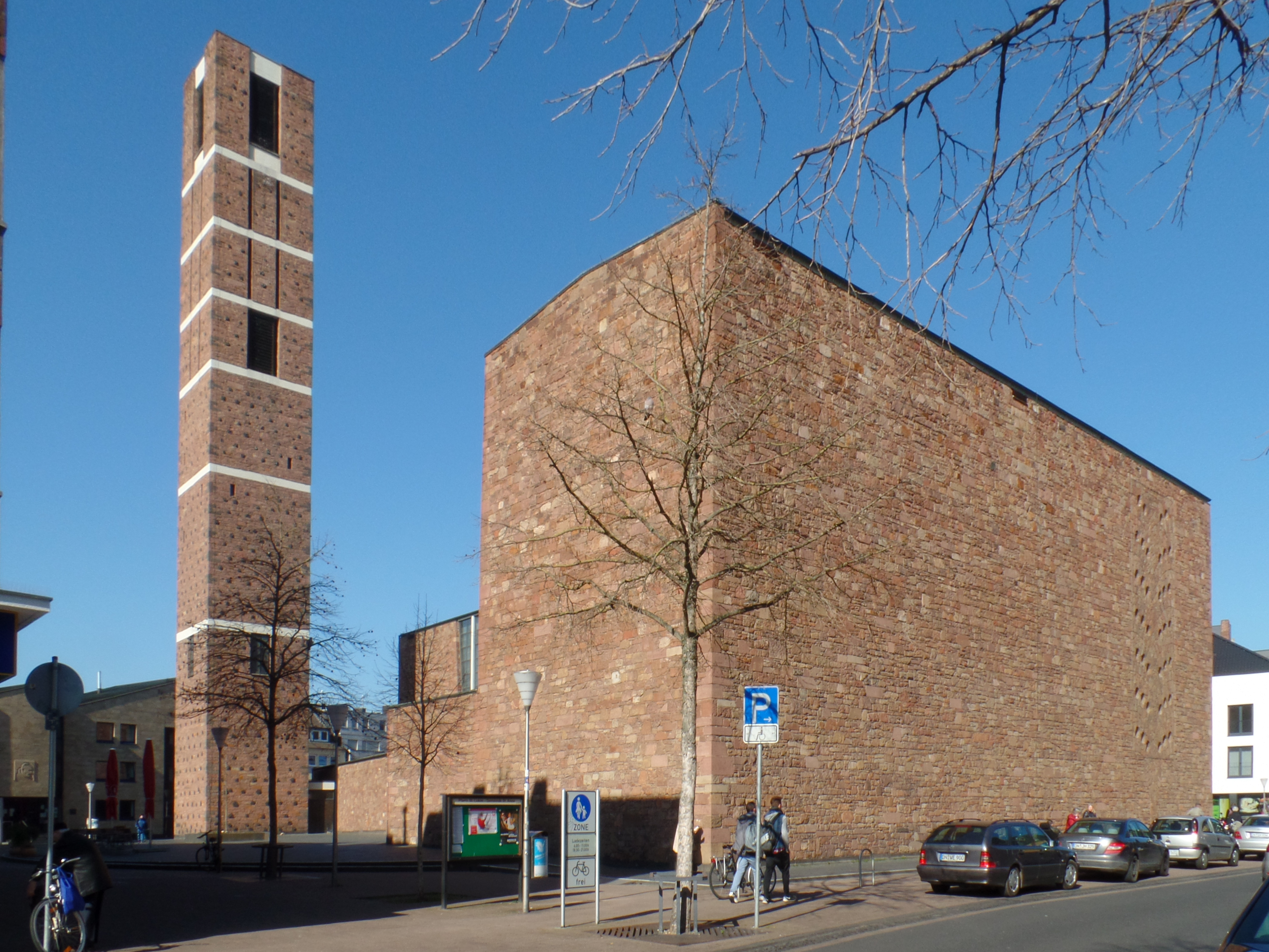
Annakirche

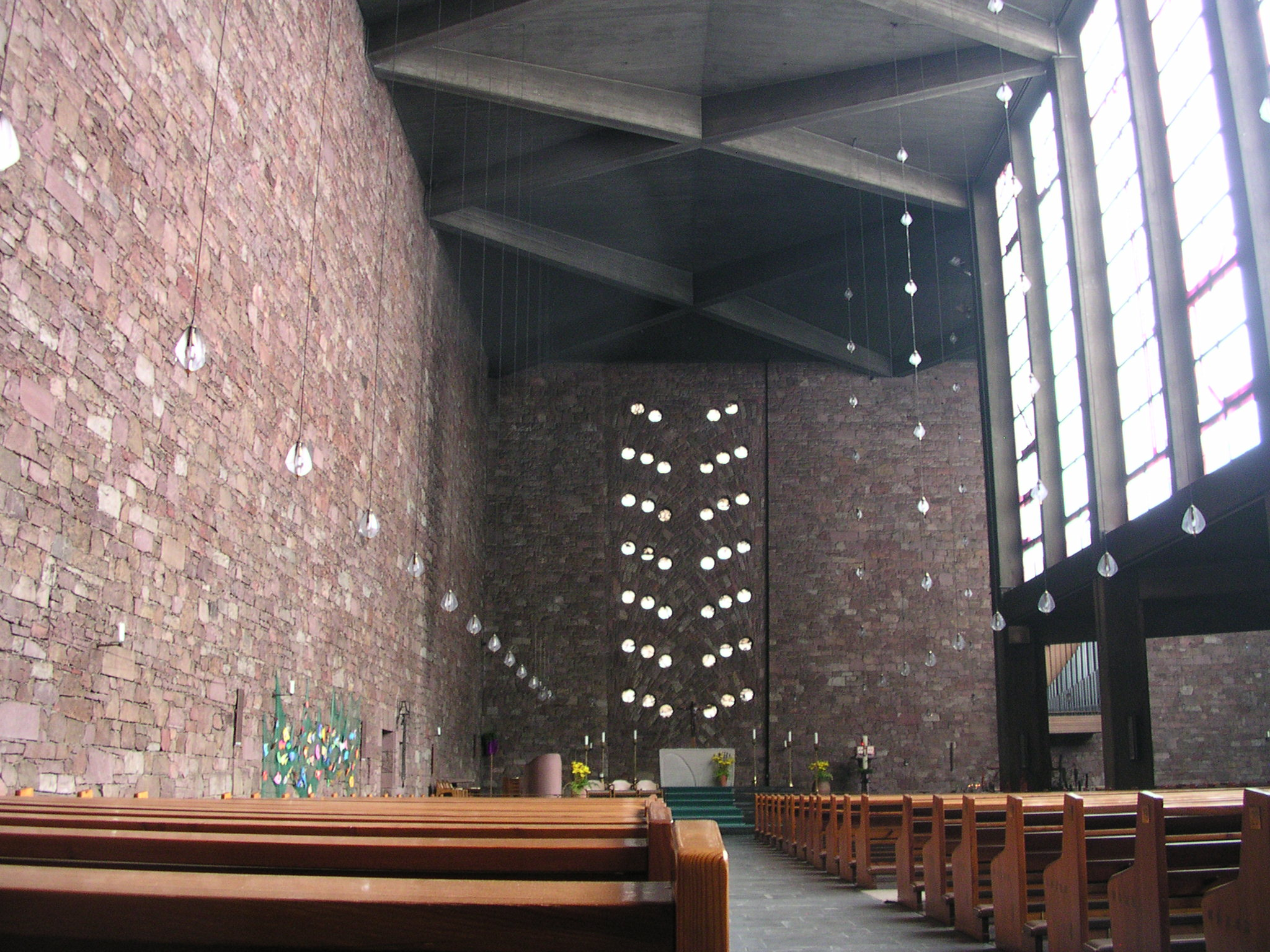
Innenraum der Annakirche

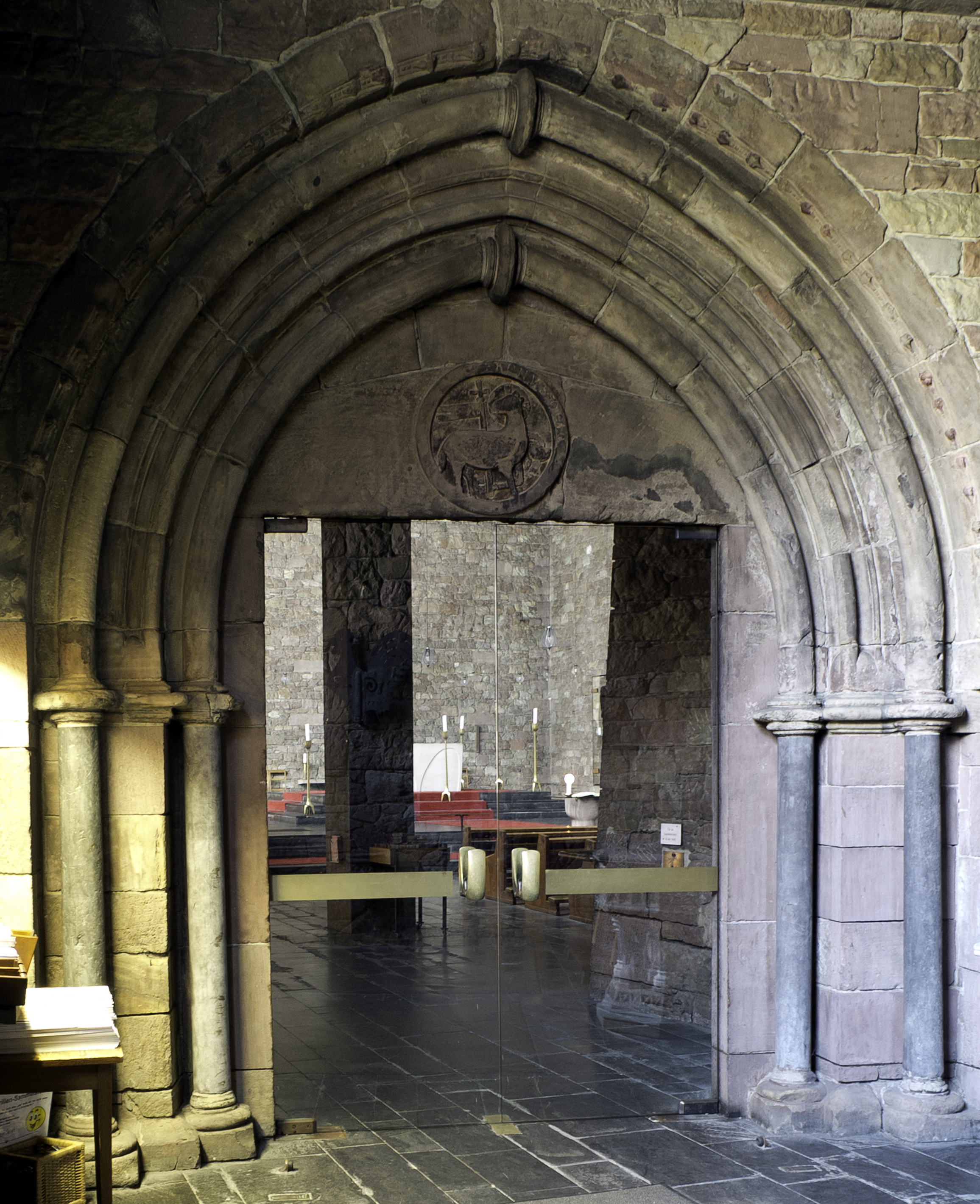
Südportal des gotischen Vorgängerbaus

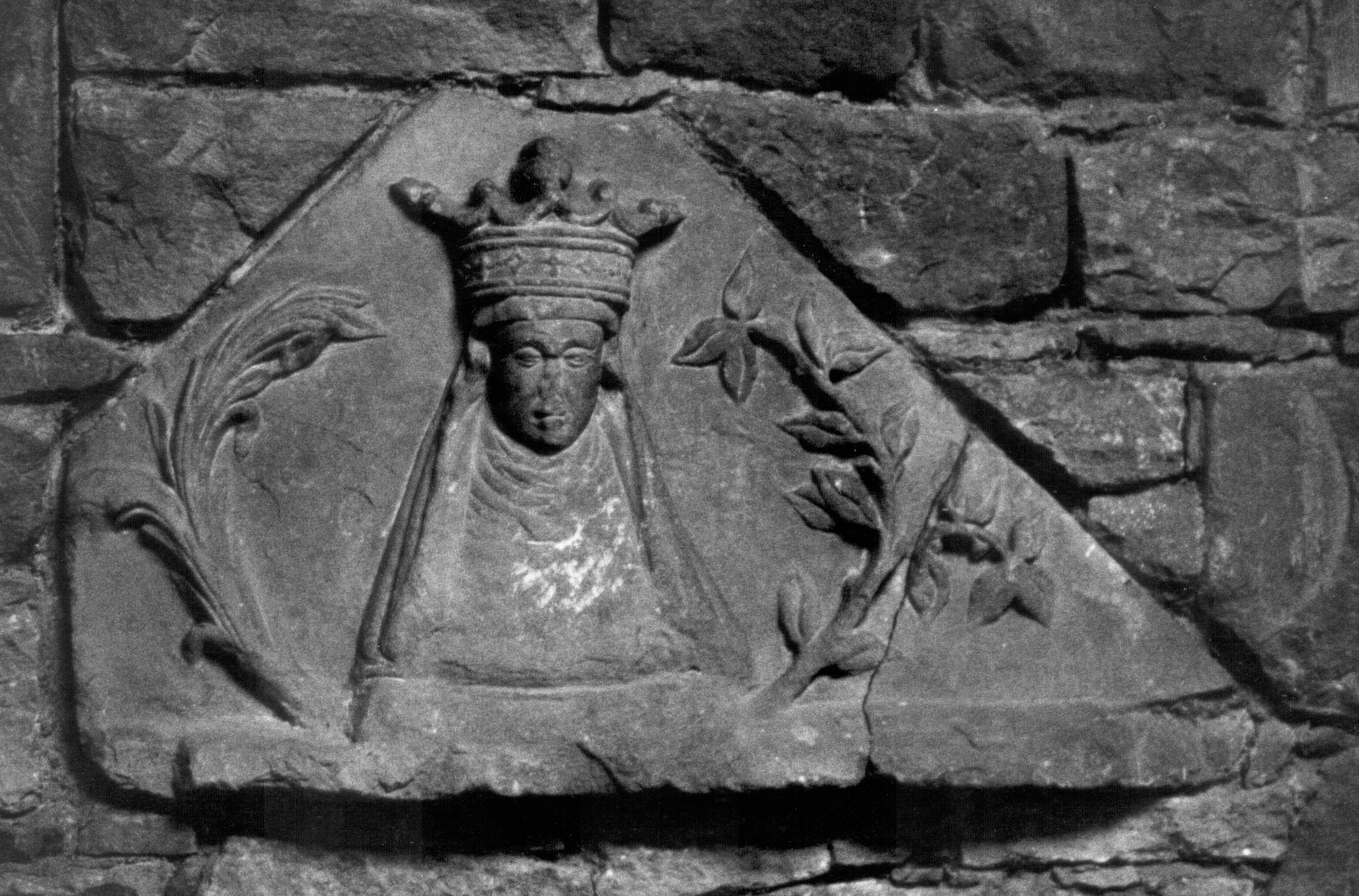
Sankt-Anna-Relief aus der spätgotischen Wallfahrtskirche

Die Annakirche ist eine römisch-katholische Pfarr- und Wallfahrtskirche in Düren, Nordrhein-Westfalen. Sie wurde in den Jahren von 1954 bis 1956 nach Plänen von Rudolf Schwarz aus den Bruchsteinen der am 16. November 1944 zerstörten Vorgängerkirche errichtet und birgt das Haupt der hl. Anna, der sie auch geweiht ist. Sie ist Pfarrkirche der zum 1. Januar 2010 errichteten Pfarrgemeinde St. Lukas.

## Baugeschichte

### Vorgängerbauten
Die heutige Annakirche hatte insgesamt vier Vorgängerkirchen, die sich alle auf dem gleichen Platz befanden. Die Baugeschichte konnte anhand von archäologischen Ausgrabungen nach Zerstörung der gotischen Annakirche in den 1950er Jahren genauestens dokumentiert werden. Die Ausgrabungen leitete Wilhelm Lehmbruck.

#### Erste Kirche
Bereits um das Jahr 700 hat es in Düren ein erstes Kirchengebäude gegeben, welches an gleicher Stelle der heutigen Kirche gestanden hat. Es handelte sich dabei um einen kleinen einschiffigen Bau, welcher vielleicht zu einem Hofgut der Merowinger gehört hat. Erstmalige urkundliche Erwähnung findet diese Kapelle in einem Protokoll über ein Gottesurteil im Jahre 748. Sie war wohl schon dem hl. Martin von Tours geweiht. Die Christianisierung des Dürener Landes fällt ungefähr mit dem Bau dieser ersten Kapelle zusammen. Im Jahr 748 hielt sich Karl der Große über Weihnachten im Hofgut Düren auf und besuchte somit auch die Kapelle. Kurz nach Karls Aufenthalt wurde der Bau zerstört.

#### Zweite Kirche
Bis in die 760er Jahre errichtete man an gleicher Stelle ein deutlich größeres, dreischiffiges Kirchengebäude mit halbrunder Apsis. Es diente wieder als Hofkirche, wie ihre Vorgängerin. 774 wurde Düren erstmals als Königspfalz bezeichnet und 843 das letzte Mal. Es wird angenommen, dass die Kirche beim Überfall der Normannen in den Jahren 881 und 882 zerstört worden ist, ein sicherer Beweis hierfür fehlt allerdings.

#### Romanische Kirche
Im Jahr 888 bestätigte König Arnolf die Schenkung des zweiten Zehnten an das Marienstift in Aachen. Diese Schenkung wurde 930 nochmals von König Heinrich I. und 966 von Kaiser Otto I. bestätigt. Schon 941 schenkte Otto I. die Dürener Martinskirche dem Aachener Marienstift. Damit war sie keine königliche Eigenkirche und Hofkirche mehr, sondern Pfarrkirche. In diese Zeit fällt auch der Bau einer neuen Kirche. Es ist nun der dritte Kirchenbau an gleicher Stelle. Es handelte sich um eine dreischiffige und vierjochige Pfeilerbasilika in Formen der Romanik mit Chorjoch, halbrunder Apsis im Osten und vorgebautem Turm im Westen. Die beiden Seitenschiffe schlossen ebenfalls mit einer Apsis ab. Dieses Bauwerk wird auch im Liber valoris aus der Zeit um 1308 als Pfarrkirche aufgeführt, Ein Teil des Zehnten besaß das Domstift noch bis zu seiner Auflösung im Jahr 1802. Zu Beginn des 14. Jahrhunderts wurde die romanische Pfarrkirche abgerissen.

#### Gotische Kirche
An Stelle des romanischen Baus trat Ende des 13., Anfang des 14. Jahrhunderts ein frühgotischer Neubau, lediglich der romanische Turm wurde beibehalten. Der gotische Chor wurde um 1300 fertiggestellt. Im Jahr 1330 war der Bau so weit fortgeschritten, dass mit dem Bau des Daches begonnen wurde. So zahlte das Aachener Marienstift in diesem Jahr einen großen Betrag für die Herstellung des Daches. Beim Bau wurden anscheinend die Pläne verändert, sodass das Mittelschiff höher gebaut wurde als vorher geplant. Dadurch wurden die ursprünglichen Fenster im Obergaden letztlich als Blendarkaden belassen und darüber die eigentlichen Fenster gesetzt. Um das Jahr 1331 war das Gotteshaus vollendet. Heute ist von diesem Bau nur noch das Südportal erhalten. Bei diesem Bauwerk handelte es sich um eine dreischiffige und dreijochige Basilika im Baustil der Gotik, die im Innern von Kreuzrippengewölben überwölbt war und der im Westen der romanische Turm vorgebaut war.

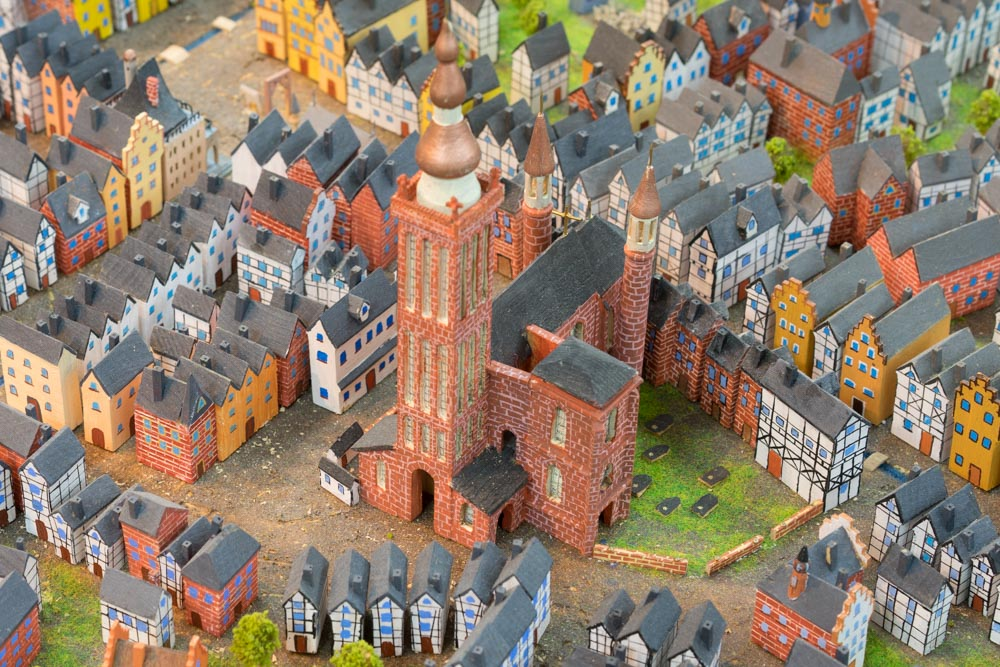
Annakirche um 1634 (Modell)

1501 brachte der Steinmetz Leonhard aus Kornelimünster das Annahaupt von Mainz nach Düren. Es kam zuerst in die Klosterkirche der Franziskaner, der heutigen Marienkirche. Nachdem durch eine Bulle von Papst Julius II. der Streit zwischen Mainz und Düren über den Besitz der Reliquie für Düren entschieden worden war, die bedeutende Reliquie wurde nun in die Martinskirche verbracht.
Im Jahre 1510 sind schon 20.000 Pilger zur Verehrung des Annahauptes nachgewiesen – eine damals ungeheuer hohe Zahl. Um dieses Jahr wurde wohl auch mit dem Erweiterungsbau des gotischen Gotteshauses begonnen. Dafür wurde zunächst der Turm aus dem 10. Jahrhundert niedergelegt. Im Anschluss daran wurde unter dem damaligen Pfarrer Hildebrand von Weworden ein im Baustil der Spätgotik errichteter, vierjochiger und ebenfalls dreischiffiger Anbau mit eingezogenem und fünfgeschossigen Glockenturm an das bestehende Langhaus angebaut. Am ersten Joch des Erweiterungsbaus wurde an der Südseite die so genannte Marienkapelle angebaut. Diese hatte den Zweck, den Annaschrein aufzubewahren, wurde jedoch erst im 19. Jahrhundert vollendet. Das Mittelschiff wurde mit einem Sterngewölbe überwölbt und die Seitenschiffe mit Netzgewölben. Durch das Annahaupt wurde das ursprüngliche Patrozinium des hl. Martin allmählich von der hl. Anna verdrängt. Schon 1523 ist in einer Urkunde die Rede von der Annakirche. Zu dieser Zeit besaß die Kirche 14 Altäre.
1543 wurde die Kirche nach der Beschießung durch die kaiserlichen Truppen von Karl V. stark beschädigt. Der Wiederaufbau zog sich bis 1568 hin. 1545 wurden zwei Glocken für die Annakirche gegossen. 1550 baute Clais Wyndemaiker von Gangelt aus Münster das erste Glockenspiel in das Kirchengebäude ein und zwischen 1555 und 1557 wurde die erste große Orgel eingebaut, welche bis 1944 erhalten blieb. Im 16. und 17. Jahrhundert schlug mehrmals der Blitz in den Kirchturm ein und zerstörte den Turmhelm. 1638 wurde die Annakirmes, die damals noch an der Kirche als Markt stattfand, erstmals erwähnt. Bis ins 19. Jahrhundert blieb der bauliche Zustand der Annakirche nahezu unverändert, lediglich erhielt sie eine barocke Ausstattung. So wurden 1638 ein raumhoher Hochaltar, zwei Nebenaltäre und eine prächtige Kanzel aufgestellt. Zuvor wurde die Orgel, welche zunächst als Schwalbennestorgel konzipiert war und im Kirchenschiff hing, auf die Westempore versetzt. Diese Anschaffungen und Umgestaltungen resultierten von den Jesuiten, die 1628 nach Absprache des Herzogs von Jülich und des Erzbischofs von Köln nach Düren kamen und die Seelsorge an der Annakirche übernahmen.

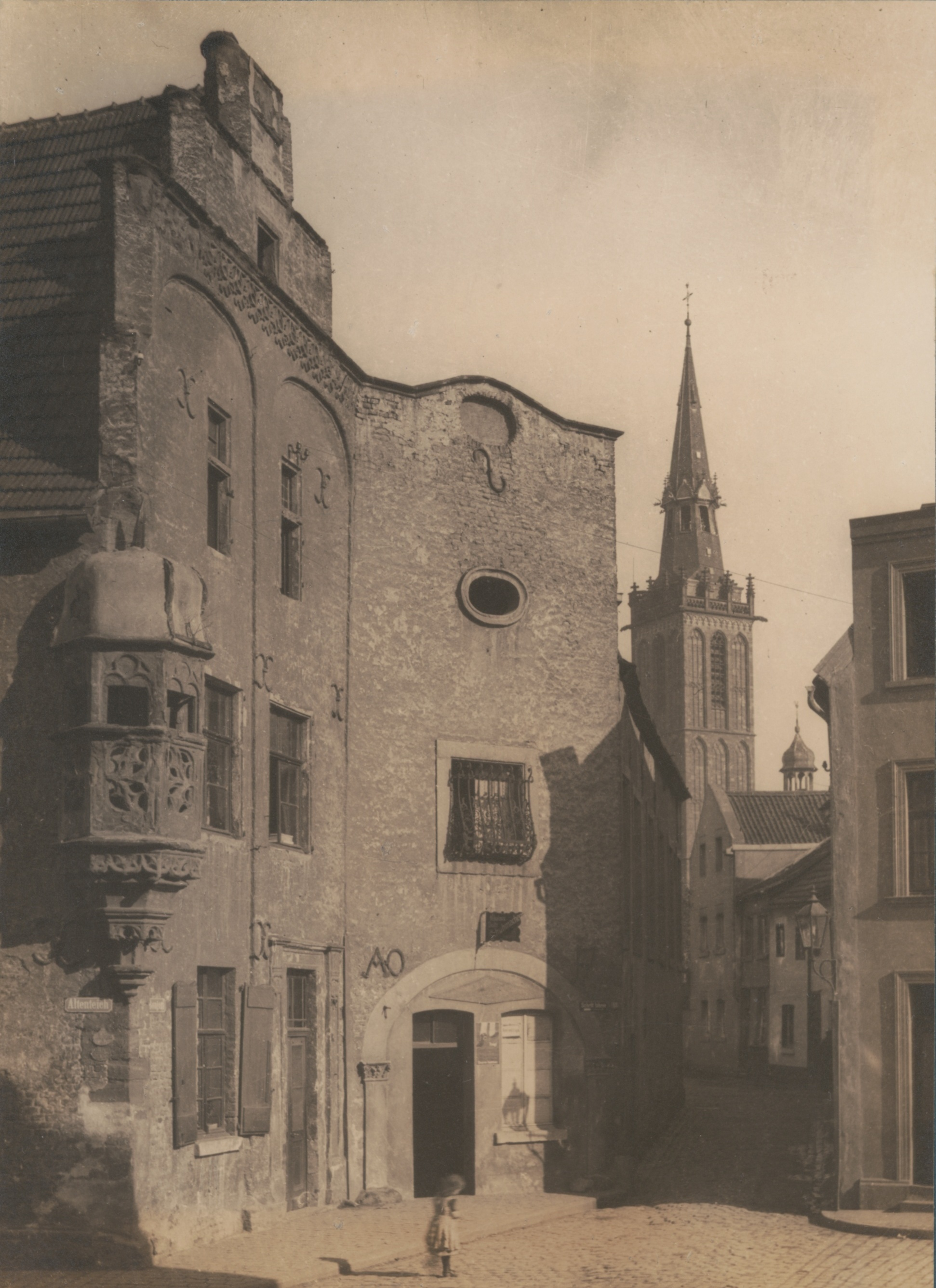
Im Hintergrund Turm der Annakirche (Foto von Erwin Quedenfeldt, um 1903–15)

Im Jahr 1879 wurde mit der Restaurierung der Annakirche begonnen. Dabei wurde zunächst zwischen 1879 und 1881 an der Nordseite als Gegenstück zur Marienkapelle an der Südseite die Josefskapelle errichtet. Somit war faktisch ein Querschiff entstanden. Die Pläne dazu lieferte der Architekt Franz Schmitz. Zwischen 1883 und 1884 wurde das Äußere nach Plänen des Kölner Architekten Heinrich Wiethase restauriert, der barocke Turmhelm durch einen neuen ersetzt und Galerien um die Dächer erbaut. Mit dem neuen Turmhelm hatte der Kirchturm eine Höhe von rund 100 m und war damit fast doppelt so hoch wie der heutige. Daraufhin wurde in den Jahren 1887 bis 1890 die Marienkapelle ebenfalls nach Plänen von Wiethase vollendet. Als letzte bauliche Veränderung wurden 1899 bis 1902 an den Chor zwei Sakristeien angebaut. Die Pläne dazu lieferte der Kölner Diözesanbaumeister Franz Statz.

### Zerstörung
Im Zweiten Weltkrieg beim Luftangriff auf Düren am 16. November 1944 wurde die gotische Annakirche völlig zerstört. Bei diesem Angriff kam auch Oberpfarrer Johann Fröls sowie die restliche Pfarrgeistlichkeit von St. Anna ums Leben. Die Pfarre St. Anna hatte nicht nur ihre Pfarrkirche verloren, sondern auch ihre Pfarrer und war damit verwaist. Lediglich das frühgotische Südportal und wenige Teile der Nordwand überstanden den Angriff. Jahrelang blieben die Trümmer der Annakirche unverändert liegen, während die Stadt allmählich entschuttet und langsam wiederaufgebaut wurde. Erst 1951 begann man den Platz der zerstörten Kirche zu entschutten.

### Notkirche
Aufgrund der vollständigen Zerstörung der Dürener Innenstadt und der Annakirche war direkt nach dem Krieg nicht an einen Wiederaufbau zu denken. Da in den ersten Nachkriegsjahren kaum jemand in der Innenstadt lebte, war auch die Annapfarre noch lange verwaist. Das kirchliche Leben spielte sich zunächst in den erhalten gebliebenen Kirchen St. Joachim, St. Josef und St. Antonius ab. Erst im Jahr 1947 erhielt die Pfarre St. Anna mit Salvatorianerpater Maurus Stark einen Pfarrverwalter. Er bemühte sich sogleich um die Einrichtung einer Notkirche, denn es zogen immer mehr Dürener in die Innenstadt zurück. Da das Erdgeschoss des Waisenhauses in der Waisenhausstraße noch teils erhalten war, richtete man hier eine Notkirche ein. Die Pfarre erhielt das Grundstück mit der Ruine durch Grundstückstausch von der Waisenhausstiftung. Mit wiederverwendeten Steinen und Materialien aus dem Schutt wurde die Ruine zur Notkirche hergerichtet und am 5. Dezember 1948 vom Aachener Bischof Johannes Joseph van der Velden benediziert. Zudem wurde der Annaschrein mit dem Annahaupt von St. Josef in die Notkirche übertragen und dort aufgestellt. Bis 1956 blieb die Notkirche in Benutzung. Im Jahr 1949 verließ Pfarrverwalter Pater Stark Düren, denn am 18. Oktober 1949 wurde der bisherige Rektor von Strempt, Heinrich Köttgen, zum Oberpfarrer an St. Anna ernannt. Nach seinem Amtsantritt machte er sich an die schwierige Aufgabe des Wiederaufbaus, auch wenn 1950 die Pfarre erst wieder 1.200 Pfarrangehörige zählte im Gegensatz zu 13.000 vor dem Krieg.

### Wiederaufbau
Oberpfarrer Köttgen trat mit seiner neuen Pfarrstelle auch die schwere Aufgabe des Wiederaufbaus der Annakirche an. Die erste Maßnahme zum Wiederaufbau war die Beseitigung des rund 30 m hohen Schuttberges der zerstörten Kirche, der nun seit November 1944 dort unverändert lag und mittlerweile mit Büschen bewachsen war. Unbrauchbare Schuttreste wurden mit Loren zum Wibbelrusch gefahren, die brauchbaren Steine wurden neben der Ruine gesammelt. Nach und nach wurde die Annakirche enttrümmert, sodass nur noch die erhaltenen Mauerreste standen. Unter dem Schutt konnten noch Reste der Ausstattung geborgen werden sowie die Leichen der Geistlichen, die unter den Trümmern des Turmes lagen. Nach der Entschuttung wurden umfangreiche Ausgrabungen durchgeführt sowie der Baugrund geprüft.
Mitte des Jahres 1951 wurden die Aufbaupläne konkreter und man beschloss, einen Architektenwettbewerb durchzuführen. Hierzu wurden im September 1951 drei renommierte Kölner Architekten eingeladen, nämlich Karl Band, Dominikus Böhm und Rudolf Schwarz. Ihnen wurde von der Kirchengemeinde nur vorgegeben, dass die alten Bruchsteine wiederverwendet werden sollen, ca. 650 Sitzplätze vorzusehen sind, das erhaltene Südportal einzubinden ist und die Kirche für die normalen Pfarrgottesdienste sowie für die Wallfahrt zur Mutter Anna ausgelegt werden soll. Abgabetermin für die Wettbewerbsbeiträge war der 15. Januar 1952. Karl Band reichte einen Entwurf und Dominikus Böhm und Rudolf Schwarz je zwei Entwürfe ein.
Das Preisgericht trat am 30. Januar 1952 im Leopold-Hoesch-Museum zusammen, den Vorsitz übernahm der Aachener Dombaumeister Felix Kreusch. Weitere Preisrichter waren Heinz Dohmen, Alfons Leitl, der Kölner Dombaumeister Willy Weyres, Hans Schwippert, Oberstadtdirektor Hans Brückmann, Domvikar Erich Stephany und Oberpfarrer Heinrich Köttgen. Den ersten Platz erhielt Rudolf Schwarz, den zweiten Platz Karl Band, den dritten Platz wiederum Rudolf Schwarz, den vierten und fünften Platz Dominikus Böhm. Somit wurde Rudolf Schwarz mit dem Wiederaufbau der Annakirche beauftragt.
Zwischen 1954 und 1956 wurde an der Stelle der zerstörten Kirche die heutige Annakirche, fünfter Kirchenbau an dieser Stelle, erbaut. Architekt Rudolf Schwarz plante und baute eine moderne Kirche, in die einige Teile und Trümmer der alten Kirche integriert wurden. Die Bauleitung hatte Architekt Rudolf Steinbach inne. Der Turmhahn von 1622 wurde im Kircheninnern befestigt.
Die Grundsteinlegung war am 16. Januar 1955, nachdem eine Prozession von der Notkirche in der Waisenhausstraße am Waisenhaus zum Baugelände gezogen war. In der Grundsteinurkunde steht: „Anno Domini 1955 nach Christi Geburt am 16. Januar wurde dieser Grundstein zum Neubau der St. Annakirche feierlich gelegt und vom hochwürdigen Geistlichen Rat ad honorem Josef Adolph, Dechant des Dekanates Düren, Pfarrer an St. Bonifatius, geweiht.“ Gebaut wurde die neue Annakirche von einer Arbeitsgemeinschaft Dürener Firmen, bestehend aus Hubert Iven, Philipp Kutsch und Johann Steffens.
Die neue Kirche wurde am 7. Juli 1956 durch den Aachener Bischof Johannes Pohlschneider konsekriert.
Aus Kostengründen wurden zunächst nur die Fundamente des Glockenturms hergestellt, der Bau des Turmes aber hintenan gestellt. Es existierten hierzu auch nur Skizzen von Rudolf Schwarz. Da er bereits 1961 verstarb, der Turm aber noch nicht gebaut war, schuf seine Frau, Architektin Maria Schwarz die genauen Pläne für den Bau des Turmes, der 1963 begonnen wurde und 1964 abgeschlossen war. Der Turm ist rund 50 m hoch und damit deutlich niedriger als sein Vorgänger mit rund 100 m. Dies resultiert daraus, dass der heutige Turm keinen Turmhelm besitzt.
Zum Erhalt und zur Weiterentwicklung der Kirche wurde im 21. Jahrhundert die Stiftung Annakirche Düren gegründet.
Das in die neue Kirche eingebaute historische Portal der Vorgängerkirche ist unter Nr. 1/110 in die Denkmalliste der Stadt Düren eingetragen.

## Ausstattung

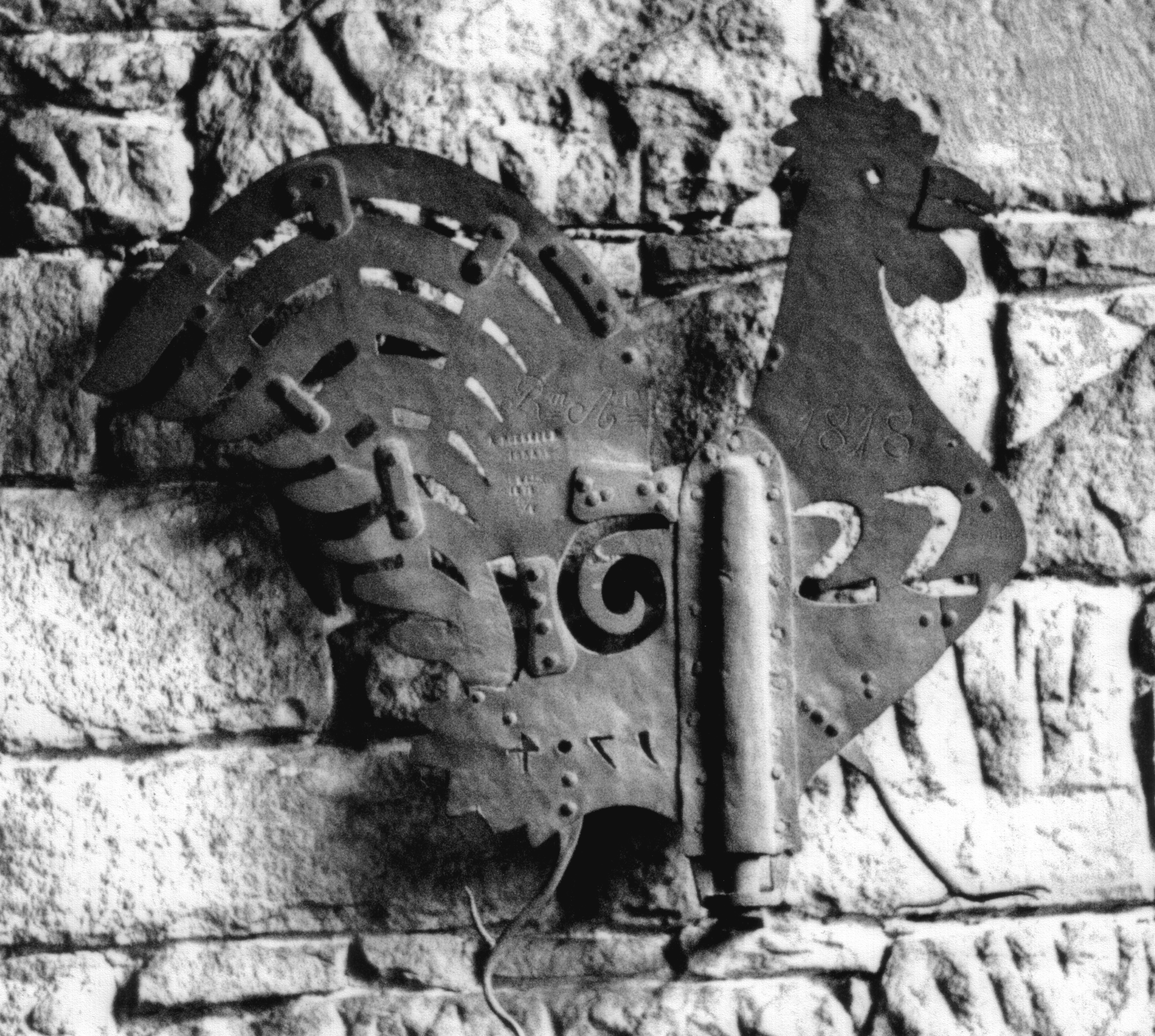
Wetterhahn von 1622

An der äußeren Nordwand sind insgesamt 13 Reliefs angebracht. Sie stehen unter dem Thema „Das Verhältnis des Menschen zu Christus“ und wurden aus Buntsandstein von Ewald Mataré und seinen Schülern geschaffen. In die Ostwand ist durch den Architekten Rudolf Schwarz ein Lebensbaum mit runden Fensteröffnungen aus Alabaster eingebaut worden.
Im Innenraum befindet sich als wichtigstes und bedeutendstes Ausstattungsstück der Annaschrein mit einer vergoldeten Silberbüste und dem Annahaupt. Die Büste stammt noch aus dem 14. Jahrhundert. Beides überlebte durch Auslagerung die Zerstörungen des Krieges. Neben dem Annaschrein befindet sich eine Anna selbdritt der Künstlerin Marga Groove aus den 1950er Jahren. Das Kreuz am Schrein und der Osterleuchter sind Werke von Hein Wimmer. In der sogenannten Pilgerhalle befinden sich weiterhin drei Figurengruppen, welche früher Bestandteil eines Altars in der Vorgängerkirche waren und aus dem Schutt geborgen werden konnten. Der Volksaltar wurde nach einem Entwurf des Architekten Schwarz in den 1950er Jahren aus Odenwälder Sandstein geschlagen. Direkt dahinter befindet sich das Altarkreuz. Dies ist ebenfalls ein Werk von Ewald Mataré, genauso wie die Türgriffe an den Eingangsportalen. Das größte erhaltene Ausstattungsstück des Vorgängerbaus ist das Renaissance-Chorgestühl. Es wurde zwischen 1562 und 1563 geschaffen und überdauerte den Krieg ebenfalls durch Auslagerung. Es befand sich früher in den beiden Seitenschiffen und nun in der Werktagskirche. In der Vorhalle des gotischen Südportals befindet sich außerdem noch der neugotische Taufstein aus dem Vorgängerbau. Weiterhin ist in der Vorhalle der alte Wetterhahn aus dem Jahr 1622 ausgestellt.
Die Buntglasfenster im Obergaden sind Werke des Alsdorfer Glasmalers Ludwig Schaffrath aus den Jahren 1987 und 1988. Sie sind freie Kompositionen und bestehen aus Antik- und Opalglas sowie Blei.

## Orgel

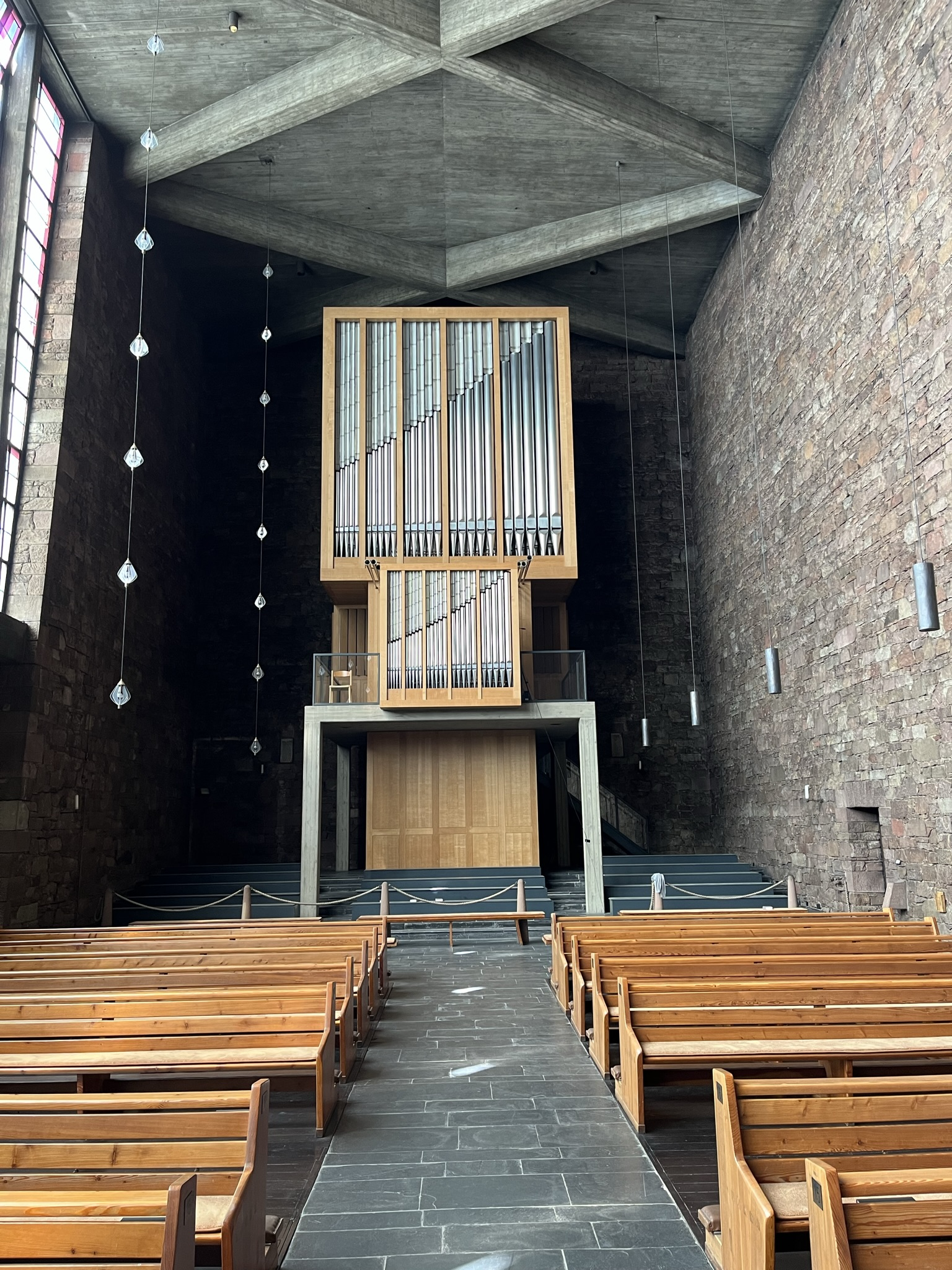
Blick zur Orgel (2022)

Am 21. März 2010 wurde die neue Orgel eingeweiht. Sie soll 900.000 Euro gekostet haben. Erbaut wurde die Orgel von der Schweizer Firma Metzler Orgelbau (Dietikon). Sie verfügt über 45 Register (davon eine Extension) und drei Transmissionen. Die Trakturen sind rein mechanisch.
| I Rückpositiv C–g3 |            |        |
| 1.                 | Principal  | 8′     |
| 2.                 | Rohrflöte  | 8′     |
| 3.                 | Octave     | 4′     |
| 4.                 | Holzflöte  | 4′     |
| 5.                 | Nasard     | 2 ⁄3′  |
| 6.                 | Doublette  | 2′     |
| 7.                 | Terz       | 1 3⁄5′ |
| 8.                 | Larigot    | 1 ⁄3′  |
| 9.                 | Scharf IV  | 1′     |
| 10.                | Krummhorn  | 8′     |
| 11.                | Vox humana | 8′     |
|                    | Tremulant  |        |

| II Hauptwerk C–g3 |                      |       |
| 12.               | Principal            | 16′   |
| 13.               | Octave               | 8′    |
| 14.               | Viola d’amore        | 8′    |
| 15.               | Flûte harmonique     | 8′    |
| 16.               | Bourdon              | 8′    |
| 17.               | Octave               | 4′    |
| 18.               | Spitzflöte           | 4′    |
| 19.               | Quinte               | 2 ⁄3′ |
| 20.               | Superoctave          | 2′    |
| 21.               | Mixtur V             | 2′    |
| 22.               | Cornet V (ab c1)     | 8′    |
| 23.               | Fagott               | 16′   |
| 24.               | Trompete             | 8′    |
| 25.               | Trompette en chamade | 8′    |

| III Schwellwerk C–g3 |                      |       |
| 26.                  | Bourdon              | 16′   |
| 27.                  | Gambe                | 8′    |
| 28.                  | Voix céleste (ab c0) | 8′    |
| 29.                  | Doppelflöte          | 8′    |
| 30.                  | Principal            | 4′    |
| 31.                  | Traversflöte         | 4′    |
| 32.                  | Octavin              | 2′    |
| 33.                  | Sesquialter II       | 2 ⁄3′ |
| 34.                  | Mixtur IV            | 2′    |
| 35.                  | Basson               | 16′   |
| 36.                  | Trompette            | 8′    |
| 37.                  | Oboe                 | 8′    |
| 38.                  | Clarion              | 4′    |
|                      | Tremulant            |       |

| Pedal C–f1 |                          |     |
| 39.        | Untersatz                | 32′ |
| 40.        | Holzprincipal            | 16′ |
| 41.        | Principalbass (= Nr. 12) | 16′ |
| 42.        | Subbass (aus Nr. 39)     | 16′ |
| 43.        | Octavbass                | 8′  |
| 44.        | Viola (= Nr. 14)         | 8′  |
| 45.        | Choralbass               | 4′  |
| 46.        | Bombarde                 | 16′ |
| 47.        | Fagott (= Nr. 23)        | 16′ |
| 48.        | Trompete                 | 8′  |

- Koppeln: I/II, III/II, III/I, I/P, II/P, III/P
- Fußtritte für Nr. 21, 24, 36, 46 (in Wechselwirkung mit den Registerzügen)

## Glocken
Mit dem Bau des Glockenturmes neben der Kirche wurde am 11. März 1963 begonnen. Im April 1964 war er fertiggestellt. In den Turm wurde auch wieder ein Glockenspiel eingebaut. Das Glockenspiel von 1564 war am 16. November 1944 zerstört worden. Das Glockenspiel ertönt zu jeder vollen Stunde und spielt ein Kirchenlied, passend zu den unterschiedlichen Zeiten im Kirchenjahr.
Im Turm hängen vier Bronze-Glocken (Tonmotiv: Regina caeli). Sie wurden 1964 von der Glockengießerei Mabilon in Saarburg gegossen und sind in mittelschwerer Rippe konstruiert. Die vier Glocken wurden am 10. Juli 1964 geliefert.
| Nr. | Name   | Durchmesser (mm) | Masse (kg, ca.) | Schlagton (HT-1/16) | Inschrift |
| 1   | Anna   | 1.960            | 5.050           | as0 +2              | HEILIGE MUTTER ANNA / BEGEGNEN WERDEN SICH GNADE UND TREUE, RECHT UND FRIEDE EINANDER UMARMEN. GEGOSSEN 1545, ERNEUERT 1841, WIEDERUM ERNEUERT 1964                               |
| 2   | Maria  | 1.750            | 3.500           | b0 +1               | HEILIGE JUNGFRAU MARIA / DER GERECHTE LEBT AUS DEM GLAUBEN. GESTIFTET VON DER ANNA-BAUHÜTTE 1964                                                                                  |
| 3   | Josef  | 1.571            | 2.500           | c1 0+1              | HEILIGER JOSEF / IN CHRISTUS LEUCHTEN UNS DIE HOFFNUNG SELIGER AUFERSTEHUNG. GEGOSSEN 1964                                                                                        |
| 4   | Martin | 1.478            | 2.200           | des1 +2             | HEILIGER MARTIN / WIE ICH EUCH GELIEBT HABE, SOLLT AUCH IHR EINANDER LIEBEN! GEGOSSEN 1545, ERNEUERT 1697, UND 1934, WIEDERUM NEU GEGOSSEN AUS SPENDEN DER ANNA-BRUDERSCHAFT 1964 |

## Glockenspiel
Das Glockenspiel im damaligen Annakirchturm wurde 1550 von Claiß Wyndemaiker von Gangelt aus Münster erbaut. 1964 baute die Königliche Glockengießerei Petit & Fritsen aus den Niederlanden das heutige Glockenspiel ein. Das Stockenklavier ist seit Jahren defekt. Das Glockenspiel wird jetzt elektronisch gesteuert.
Die größte Glocke des heutigen Glockenspiels ist dem hl. Petrus geweiht (jede Glocke hat einen Namen), ist 640 kg schwer und misst 101 cm im Durchmesser. Die kleinste Glocke ist 12,5 kg schwer, misst 21,5 cm im Durchmesser und heißt Adolf Kolping.
Das Glockenspiel ist tagsüber zu jeder vollen Stunde zu hören.
Zum alten Glockenspiel gibt es eine Sage:
Das Glockenspiel auf dem Annaturm der alten Annakirche war anfangs viel künstlerischer eingerichtet als heute. Um 12 Uhr traten aus einem Gehäuse die zwölf Apostel hervor, mit jedem Schlag der Stunde ein Neuer. Nun hätten die Kölner auch gerne so ein kunstvolles Werk gehabt, und sie versprachen dem Erbauer, den Weg von Düren nach Köln mit Talern zu belegen, wenn er ihnen ein gleiches Glockenspiel anfertige. Die Dürener wollten jedoch den Ruhm des einzigartigen Glockenspiels für sich alleine haben. Um den Meister am Bau eines neuen Werks zu hindern, bemächtigten sie sich seiner mit Gewalt und blendeten ihn. Blind bat er darum, dass man ihn noch einmal an sein geliebtes Werk heranführe; er wolle noch eine Verbesserung vornehmen. Man erfüllte ihm diesen Wunsch und führte ihn zum Annaturm. Er drückte eine verborgene Feder im Uhrengehäuse und die Apostel kamen nicht mehr zum Vorschein. Die Dürener ließen von Nah und Fern tüchtige Meister kommen, damit das Werk wieder in Ordnung käme. Aber niemand war dazu im Stande und so wurde das Gehäuse mit den zwölf Aposteln entfernt. An den geblendeten Meister erinnerte später ein vergoldetes Brustbild im Balkongitter des historischen Rathauses, welches einen Mann mit verbundenen Augen darstellte.

## Pfarre
Die Pfarren St. Anna, St. Marien, St. Bonifatius, St. Josef, St. Cyriakus und St. Antonius schlossen sich zur neuen Großpfarre St. Lukas zusammen. Bis zu diesem Zeitpunkt war St. Anna die Stadtpfarrkirche.

## Pfarrer
Folgende Priester wirkten bislang als Pfarrer in der Pfarre St. Anna, seit 2010 Pfarre St. Lukas:
| von – bis | Name                                     |
| --------- | ---------------------------------------- |
| 1358–?    | Rudulphus                                |
| 1418–?    | Tillmann Vorne                           |
| 1438–?    | Heinrich Hagedorn                        |
| 1500–1503 | Conrad Boult                             |
| 149?–1537 | Hildebrand von Weworden † 1537           |
| 1537–1563 | Albert Regius                            |
| 1563–1583 | Petrus Stommel                           |
| 1591–1594 | Jacobus Balemius von Sittard             |
| 1594–1627 | Rabanus Dithmarus                        |
| 1627–1627 | Bernhard Buschmann † 6.9.1627            |
| 1628–1629 | Martinus Meyerus von Sittard † 20.4.1629 |
| 1657–1658 | Mathias Mickius † 8.2.1658               |
| 1658–1660 | Andreas Floren † 1659                    |
| 1660–1666 | Leonard Leisten † 1685                   |
| 1685–1718 | Werner Nettersheim † 1718                |
| 1718–1723 | Heinrich Offermanns † 1723               |
| 1723–1723 | Christian Robens † 26.8.1724             |
| 1723–1758 | Johann Wilhelm Fabry † 26.3.1758         |
| 1758–1759 | Johann Anton Wilhelm Effertz † 21.4.1759 |
| 1759–1789 | Johann Michael Deuß † 20.8.1789          |
| 1789–1793 | Mathias Orsbach † 29.9.1793              |
| 1793–1822 | Aegidius Kohlhaas † 16.2.1822            |
| 1822–1842 | Johann Peter Müller                      |
| 1842–1891 | Franz Anton Vaßen † 9.2.1891             |
| 1891–1916 | Otto Josef Lohmann † 26.6.1916           |
| 1916–1921 | Jakob Odenthal † 26.6.1921               |
| 1928–1944 | Johann Fröls † 16.11.1944                |
| 1944–1947 | Vakant                                   |
| 1947–1949 | Pater Maurus Stark                       |
| 1949–1969 | Heinrich Köttgen † 29.7.1988             |
| 1969–2003 | Bernhard Gombert † 4.12.2013             |
| 2003–2024 | Hans-Otto von Danwitz                    |
| Seit 2024 | Ernst-Joachim Stinkes                    |